# Внешняя торговля КНДР (журнал)
«Внешняя торговля КНДР» (англ. Foreign Trade of the DPRK) — северокорейский ежеквартальный иллюстрированный торгово-экономический журнал, предназначенный для зарубежных читателей.
Описывает северокорейские компании, которые хотят экспортировать свою продукцию на внешние рынки, содержит их описание и контактные данные. Журнал издаётся Северокорейским комитетом по содействию международной торговле . Опубликуется ежеквартально Издательством внешней торговли КНДР.
Журнал издается в Пхеньяне на английском, китайском, французском, японском, русском и испанском языках. Тираж составлял 28 000 экз. (1997). Всего к концу 2012 года вышло 425 номеров.
Анализ выпусков журнала за пять лет, проведенный в 2011 году южнокорейскими аналитиками, пришел к выводу, что существует около 200 северокорейских экспортных компаний, пытающихся заработать иностранную валюту. В действительности, однако, это число может быть меньше, поскольку северокорейские компании регулярно меняют названия, чтобы избежать санкций.